# North East Fife (circonscription du Parlement écossais)
Circonscription parlementaire du Parlement écossais
La circonscription de North East Fife est une circonscription électorale écossaise crée en 1999.

## Liste des députés
| Élection | Député            | Parti | Parti               |
| -------- | ----------------- | ----- | ------------------- |
| 1999     | Iain Smith        |       | Libéraux-démocrates |
| 2003     | Iain Smith        |       | Libéraux-démocrates |
| 2007     | Iain Smith        |       | Libéraux-démocrates |
| 2011     | Roderick Campbell |       | SNP                 |
| 2016     | Willie Rennie     |       | Libéraux-démocrates |

## Résultats des deux candidats arrivés en tête
| Élection | Candidat arrivé 1er | Parti  | Parti               | Score  | Candidat arrivé 2e | Parti | Parti               | Score  |
| -------- | ------------------- | ------ | ------------------- | ------ | ------------------ | ----- | ------------------- | ------ |
| 1999     | Iain Smith          |        | Libéraux-démocrates | 37,8 % | Ted Brocklebank    |       | Conservateur        | 23,7 % |
| 2003     | Iain Smith          | 46,0 % | Libéraux-démocrates | 28,8 % | Ted Brocklebank    |       | Conservateur        |        |
| 2007     | Iain Smith          | 42,2 % | Libéraux-démocrates | 26,3 % | Ted Brocklebank    |       | Conservateur        |        |
| 2011     | Roderick Campbell   |        | SNP                 | 37,2 % | Iain Smith         |       | Libéraux-démocrates | 28,4 % |
| 2016     | Willie Rennie       |        | Libéraux-démocrates | 43,8 % | Roderick Campbell  |       | SNP                 | 33,7 % |